# David Barišić
David Barišić (* 24. Juni 1997 in Pula, Kroatien) ist ein kroatischer Fußballspieler.

## Karriere
David Barišić begann mit dem Fußballspielen in der Jugend von NK Medulin 1921, später schaffte er es beim NK Istra 1961 in die höchste Spielklasse Kroatiens. Im Winter 2017 wechselte der Stürmer zu den Stuttgarter Kickers II. Nachdem diese Mannschaft im Sommer aufgelöst worden war, kehrte Barišić zurück nach Kroatien und spielte in der 2. HNL für NK Hrvatski dragovoljac. Nach weiteren Stationen bei den unterklassigen kroatischen Klubs NK Uljanik und NK Marcana in der zweiten Jahreshälfte 2018, kehrte er Anfang 2019 nach Stuttgart zurück und schloss sich dem Bezirksligisten NK Croatia Stuttgart an.